# Trilla (Album)
Trilla ist das zweite Studioalbum des US-amerikanischen Rappers Rick Ross. In den Vereinigten Staaten wurde es am 11. März 2008 über Slip-n-Slide Records und Def Jam Recordings veröffentlicht. Wie bereits Ross’ Debütalbum stieg auch Trilla auf Platz 1 der US-amerikanischen Album-Charts ein. Die Stücke Speedin, The Boss und Here I Am wurden als Singles ausgekoppelt.

## Titelliste
1. Trilla (Intro) – 2:54
2. All I Have In This World (feat. Mannie Fresh) – 4:02
3. The Boss (feat. T-Pain) – 3:45
4. Speedin'  (feat. R. Kelly) – 3:24
5. We Shinin'  – 3:56
6. Money Make Me Come (feat. Ebonylove) – 3:31
7. DJ Khaled (Interlude) – 1:28
8. This Is The Life (feat. Trey Songz) – 4:25
9. This Me – 3:47
10. Here I Am (feat. Avery Storm und Nelly) – 3:29
11. Maybach Music (feat. Jay-Z) – 4:08
12. Billionaire – 4:12
13. Luxury Tax (feat. Lil Wayne, Trick Daddy und Young Jeezy) – 4:43
14. Reppin' My City (feat. Triple C's und Brisco) – 4:17
15. I'm Only Human (feat. Rodney) – 3:37

Bonus-Titel bei iTunes
- Ridin' Through the Ghetto (feat. Triple C's und JRock) – 5:03
- Sunglasses (feat. Blood Raw) – 3:56

## Rezeption

### Kritik
Trilla wurde in einer Rezension von Laut.de mit vier von fünf möglichen Bewertungspunkten ausgezeichnet. Die Redakteurin Dani Fromm gibt an, Ross’ zweites Album gleiche „einer Naturgewalt, der man sich besser nicht in den Weg stellt.“ So werden etwa die Produktionen der Lieder als besonders druckvoll hervorgehoben. Stilistisch enthalten die Beats typische Elemente des Hip-Hops der US-amerikanischen Südstaaten, darunter etwa die Chopped&Screwed-Technik. Fromm lobt Speedin, das gemeinsame Stück mit Sänger R. Kelly, als gelungene Kombination aus Hip-Hop und R ’n’ B, welche nicht „weichgespült“ sei. Negative Kritik erhält dagegen die Hookline des Songs I'm Only Human. Inhaltlich gleiche Trilla dem Vorgängeralbum und auch die Reimstrukturen des Rappers werden als schlicht beschrieben. Dafür liefere Rick Ross eine „fesselnde Darbietung“ und beherrsche zudem, den Eindruck zu vermitteln, „in sich gefestigt und höllisch hungrig zu erscheinen.“

### Erfolg
Wie bereits sein Debütalbum Port of Miami konnte auch Trilla Platz 1 der US-amerikanischen Verkaufscharts erreichen. In Kanada konnte sich das Album auf Platz 14 positionieren.
Mit seiner Single Here I Am konnte Rick Ross Rang 41 der Single-Charts erreichen. The Boss erreichte Platz 17 der US-amerikanischen Hitparade.